# 荒正義
荒 正義（あら まさよし、1952年4月12日 - ）は、日本プロ麻雀連盟に所属する競技麻雀のプロ雀士、エッセイスト、漫画原作者。北海道常呂郡留辺蘂町出身（現在は北見市と合併）。現在、日本プロ麻雀連盟副会長。同団体内での段位は九段。
テレビ対局などにおけるキャッチフレーズは「精密機械」、「北海の荒法師」、「最後の裏プロ」。趣味は囲碁でアマチュア七段。

## 経歴
18歳で上京し、23歳でプロ入りを果たす。そのことについて2013年の著書で「それが好いことなのか、能力が乏しいのかいまだにわからない」と述べている。
1976年、最高位戦第一期新人王。
1977年、王位戦優勝。
1981年、麻雀連盟設立、加盟。
1991年、第8期鳳凰戦優勝。
1998年、第10期最強戦で優勝。
2003年、王位戦、マスターズを制覇。この頃プライベートでは作家の白川通などと打っていた。
2011年、瀬戸熊直樹が三連覇を目指した鳳凰戦決定戦で、瀬戸熊のリーチに対し、テンパイから中抜きして、右田勇一郎に差し込みクマクマタイムを防ぎ、優勝。
鳳凰戦が始まった第1期から第32期まで32年連続でA1に所属していたが、2015年12月に32期A1最下位でA2に降級した。
2013年4月、第11回天空麻雀男性大会優勝。
2014年、第5期麻雀グランプリMAX制覇。
2018年、第35期A2で15位となり、B1に降級。
2021年6月、最強戦代表決定戦を制し、最強戦ファイナル進出。
2021年7月、第38期前期でB2降級。
2021年に第38期十段位を獲得。史上初の日本プロ麻雀連盟の五大タイトル戦（鳳凰戦、十段戦、王位戦、麻雀マスターズ、麻雀グランプリMAX）を制覇した（2022年現在、他には三大タイトル制覇までしかいない）。このときに「タイトルは種類より数が大事」と語っている。
2021年12月、第38期後期でC1降級。

## 人物
将来の夢は「海のそばで港があって美味しい魚を毎日食べられる町に住むこと」らしく、30代の打ち盛りのとき、50歳で引退してその夢をかなえようと思ったことがあるが、突如起きたバブル景気の様々な影響（著書では「湧いた金が人を狂わし破壊した」、「神は金に踊る人間を許さなかった」とある）や、「（もっと働け、もっと（麻雀を）打て！）」と神の声と比喩する言葉を聞き取ったことにより「生涯現役」を決めたという。
動物好きで、爬虫類、犬、猫等を飼っており、2013年に子猫を保護した時に既に5匹の猫がいるとブログに記載されていた事から、多い時には同時に6匹の猫を飼育していた。猫の多さから子猫が増えたことにうんざりした様子だったが、ブログに度々登場させてはとても可愛がっている様子がうかがえる。

## 雀風
雀風は巧みな鳴きを要所要所で使う柔軟型。かつて、近代麻雀誌上で「ジャックナイフ」と形容されたこともある。
ビートたけしに「薄情な麻雀打ちやがんだよなぁこの人は」と言われる冷徹なマシーンのような打ち方をする。しかし小島武夫には、その鳴きについて、「荒は腰が軽くなった」と批判されたこともある。
近年ではメンゼンで戦うことが多く、攻撃型に徹している。荒本人はこれを「自然流」と称している。
鳳凰戦第一期から所属しており、「当時から灘麻太郎さんがダントツに強かった。だからずっと灘さんの麻雀を見てひたすら研究した」と述べている。

## タイトル
- 最強位 (第10期)
- 鳳凰位 (第8期・第28期)
- 十段位 (第38期)
- モンド21王座 (第6回)
- モンド王座 (第7回)
- モンド21名人 (第4回)
- 王位 (第5期・第29期)
- 麻雀グランプリMAX  (第5期)

## 書籍

### 著書
- カミソリ灘と山びこ返しの荒の実戦麻雀 スーパーイラスト 初級編　(共著：灘麻太郎、イラスト：城たけし)　(2000年3月25日、松文館)　ISBN 978-4944154166
- 名人カミソリ灘と最強位山びこ返しの荒の実戦麻雀 2 トップ勝ち打法・初級編　(共著:灘麻太郎、イラスト:城たけし)　(2001年2月、松文館)　ISBN 978-4944154289
- 麻雀覇王ブックス(7) 荒正義の麻雀 プロの条件　(2003年4月1日、毎日コミュニケーションズ)　ISBN 978-4839910556
- プロ麻雀魂 其の一 敗れざる者 (2004年6月20日、毎日コミュニケーションズ)　ISBN 978-4839915124
- 麻雀エキサイト〈1〉 荒正義・実戦三十番　(2005年8月24日、毎日コミュニケーションズ)　ISBN 978-4839918606
- 麻雀進化論　(2007年5月25日、毎日コミュニケーションズ)　ISBN 978-4839924089
- S級麻雀 荒システム　(2009年6月24日、毎日コミュニケーションズ)　ISBN 978-4839932350
- 麻雀 虎の穴 (マイコミ麻雀文庫)　(2010年7月30日、毎日コミュニケーションズ)　ISBN 978-4839936006
- 麻雀の真理 (マイナビ麻雀文庫)　(2011年12月13日、マイナビ)　ISBN 978-4839941178
- 麻雀 神の視点 最強プロが教える勝ち方の極意 (ベスト麻雀文庫)　(2013年8月22日、ベストセラーズ)　ISBN 978-4-584-39333-8
- 40年間勝ち組を続ける男 荒正義直伝 麻雀サバキの神髄　(2015年12月31日、マイナビ出版)　ISBN 978-4839958107

### 監修
- まんがでズバリ キミの麻雀はこれで強くなる ここを知ったら天下無敵!　(漫画：山口勝義)　(1985年12月15日、芳文社)　ISBN 978-4832200333
- 麻雀・ひと目の手筋 (MYCOM麻雀文庫EX) (2006年2月1日、毎日コミュニケーションズ)　ISBN 978-4839919825

### 漫画原作
- 鉄火場のシン（近代麻雀（竹書房） 作画：森遊作、全10巻）
- リスキーエッジ（近代麻雀（竹書房）作画：押川雲太朗　闘牌協力：須田良規、単行本2巻以降絶版、コンビニ廉価版全5巻）

## 作品

### 映画
- 雀鬼くずれ（2003年2月15日公開、ケイエスエス）監督:服部光則 闘牌指導:荒正義[14]
- 麻雀最強戦 the movie（2022年11月18日公開、マグネタイズ）監督:原澤遊風[15]

### Vシネマ
- 灼熱の闘牌録！ 鉄火場のシン 生き残るモノの覚悟（2014年8月6日、竹書房）監督:松岡孝典 原作:荒正義 [16]
- 灼熱の闘牌録！ 鉄火場のシン 卓上に賭けた絆（2014年9月3日、竹書房）監督:松岡孝典 原作:荒正義 [17]
- むこうぶち15 高レート裏麻雀列伝 麻雀の神様（2018年12月25日、GPミュージアム）監督:片岡修二[18]

## 出演
- モンド麻雀プロリーグ（MONDO21 → MONDO TV）